# Evgenij Alejnikov
Evgenij Vasil'evič Alejnikov (in russo Евгений Васильевич Алейников?; Ordžonikidze, 29 maggio 1967 – Mosca, 7 dicembre 2024) è stato un tiratore a segno russo.

## Biografia
Vinse la medaglia di bronzo alle Olimpiadi del 2000 nel tiro con fucile ad aria compressa a 100 metri. Partecipò alle Olimpiadi anche nel 1996.
| Gara                                         | 1996 | 2000 |
| -------------------------------------------- | ---- | ---- |
| Tiro con carabina a 50 metri                 | -    | 7°   |
| Tiro con fucile ad aria compressa a 10 metri | 4°   | 3°   |